# Stazione di Vercelli
Stazione di Vercelli vasútállomás Olaszországban, Vercelli településen.

## Vasútvonalak
Az állomást az alábbi vasútvonalak érintik:
- Torino–Milánó-vasútvonal
- Vercelli–Casale Monferrato-vasútvonal
- Vercelli–Pavia-vasútvonal

## Kapcsolódó állomások
A vasútállomáshoz az alábbi állomások vannak a legközelebb:
- Olcenengo railway halt (Torino–Milánó-vasútvonal)
- Stazione di Borgo Vercelli (Torino–Milánó-vasútvonal)
- Asigliano Vercellese railway station (Vercelli–Casale Monferrato-vasútvonal)
- Stazione di Palestro (Vercelli–Pavia-vasútvonal)